# Robert Alexander Watson-Watt
Sir Robert Alexander Watson-Watt, škotski fizik, * 13. april 1892, Brechin, grofija Angus (Forfarshire), Škotska, † 5. december 1973, Inverness, Highland (nekdaj grofija Inverness-shire), Škotska.
Watson-Watt velja za odkritelja radarja. Bil je tudi prvi, ki je uporabil izraz ionosfera za del ozračja, ki je ioniziran zaradi sončevega žarčenja.